# C/2004 Q2 Machholz
La cometa Machholz, formalmente designata C/2004 Q2, è una cometa non periodica.
È stata scoperta da Donald Machholz il 27 agosto 2004, come un oggetto di magnitudine 11,2, ad una distanza relativamente grande dal Sole (2,5 UA) e dalla Terra (2,2 UA). È stata la decima cometa scoperta da Machholz nella sua attività di astronomo dilettante iniziata nel 1975.
Nel 2005, nei giorni di massimo avvicinamento alla Terra (0,347 UA), intorno al 5 gennaio, la cometa fu visibile ad occhio nudo raggiungendo la magnitudine 3,5. La cometa fu oggetto di una campagna di osservazioni da terra e dallo spazio. Il 20 gennaio 2005 la cometa fu osservata per mezzo di OSIRIS, il sistema di raccolta immagini a bordo della sonda Rosetta, da una distanza di 0,443 UA.
Il suo perielio, raggiunto nella notte tra il 24 ed il 25 gennaio, era oltre l'orbita della Terra, a 1,20 UA dal Sole, caratteristica inusuale per una cometa tanto brillante.
Sebbene l'orbita di questa cometa sembri assicurare un suo ritorno, ciò non accadrà prima dell'anno 111348.

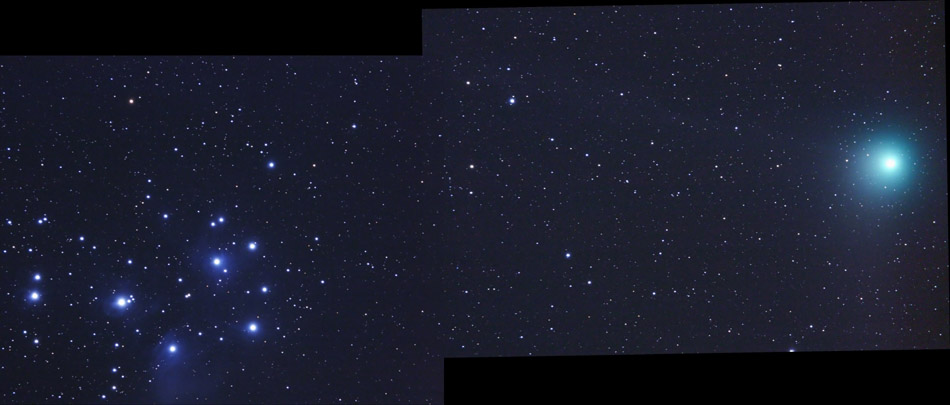
La cometa Machholz transita in prossimità delle Pleiadi, nei primi mesi del 2005.